# Obščaga
Obščaga (Общага) è un film del 2021 diretto da Roman Vas'janov.

## Trama
Sverdlovsk, 1984. Un gruppo di giovani vive in un ostello. All'improvviso uno studente si suicida, cosa che cambia radicalmente la vita dei suoi amici.